# Syringius vadimi
Syringius vadimi är en insektsart som beskrevs av Alexander Fyodorovich Emeljanov 1966. Syringius vadimi ingår i släktet Syringius och familjen dvärgstritar. Inga underarter finns listade i Catalogue of Life.